# Atomic (Kaffeeautomat)
Die Atomic ist ein Kaffee-Perkolator mit Siebträger. Das organische Design der Atomic wurde 1946 von Giordano Robbiati in Mailand entworfen, ging 1947 in Serienproduktion und wurde bis 1986 weltweit in 20 unterschiedlichen Bautypen vertrieben.

## Vergleichbare Modelle
Das Prinzip des Kaffee-Perkolators hatte in der Vorkriegszeit seine größte Verbreitung. Modelle mit Siebträger waren nach 1945 neben der Atomic in Italien oder der Aracati in Deutschland beispielsweise in Österreich die Modelle von Stella (1948–74), dem Unternehmen von Desider Stern. Weitere Variationen führte Qalital unter der Leitung von Sterns Schwager Imre Simon in Ungarn ein. Im Großbritannien der 1950er- und 1960er-Jahre baute auch die Firma A&M.G Sassoon eine Variante des Kaffee-Perkolators mit Siebträger.

## Die Atomic als Sammlerobjekt
Um 2007 erreichte der Handel mit historischen Atomic-Automaten einen Höhepunkt, als neuwertige Geräte um bis zu vierstellige US-Dollar-Beträge den Besitzer wechselten.